# Fabio Zerpa
Fabio Zerpa (n. 4 decembrie 1928, Rosario⁠(d), Departmentul Colonia, Uruguay – d. 7 august 2019, Buenos Aires, Argentina) a fost un actor, parapsiholog și ufolog. A locuit în Argentina din 1951.

## Biografie
S-a născut ca Fabio Pedro Alles Zerpa. A ajuns în Argentina în 1951. După o scurtă carieră actoricească, a început să fie interesat de viața extraterestră, având deja studii de psihologie. După câțiva ani de investigații, Zerpa a început să organizeze primele sale conferințe începând cu anii 1960. În 1966 a creat o emisiune radio denumită Más allá de la cuarta dimensión (Dincolo de dimensiunea a patra). De atunci, Fabio Zerpa a investigat peste 3000 de cazuri de întâlniri cu OZN-uri. Din 2001 este director al revistei online El Quinto Hombre (Al cincilea om). În decembrie 2005 Zerpa a fost numit ambasador cultural  al orașului Colonia din țara sa de naștere.

## Lucrări publicate
- Un hombre en el Universo  (Un om în univers, Cielosur – Argentina – 1975)
- El OVNI y sus misterios  (OZN și misterele sale, Nauta – Spain – 1976)
- Dos científicos viajan en OVNI  (Doi cercetători călătorind cu OZN-urile, Cielosur – Argentina – 1977)
- Los Hombres De Negro y los OVNI (Oamenii în negru și OZN-urile, Plaza & Janes – Spania – 1977) (Retipărită de Planeta – Argentina in 1989)
- El reino subterráneo (Regatul ascuns, Planeta – Argentina – 1990)
- El mundo de las vidas anteriores  (Lumea vieților anterioare, Planeta – Argentina – 1991)
- Apertura de lo insólito (Descoperind insolitul, Club de Lectores – Argentina – 1991)
- Predicciones de la Nueva Era (Predicțiile noii ere, CS – 1992)
- La vida desde adentro (Viața din interior, Beas – 1993)
- Los OVNIs existen y son extraterrestres (OZN-urile există și sunt extraterestre, Planeta – Argentina – 1994/5)
- Ellos, los seres extraterrestres (Ei, începuturile extraterestre, Ameghino – 1996)
- Los verdaderos Hombres De Negro  (Adevărații Oameni în Negru, Ameghino – 1997)
- Predicciones para el nuevo siglo (Predicțiile noului secol, H&H Editors – 1999)
- El Nostradamus de América – (Nostradamusul Americii, Ediciones Continente – 2003)

## Filmografie
Ca actor
- Șeful (1958) ca polițist
- Largo viaje (1969)
- La culpa (1967) …Marcos Ferrari
- La muchachada de a bordo (1967)
- El galleguito de la cara sucia (1966)
- Un viaje al más allá (1964)
- El gordo Villanueva (1964)
- Club del Clan (1964)
- Los inocentes (1963)
- Las modelos (1963)
- Una jaula no tiene secretos (1962)
- El jefe (1958) …Policía
- Más pobre que una laucha